# Make Some More Noise
Make Some More Noise è un album raccolta dei Jetboy, uscito il 7 settembre 1999 per l'etichetta discografica Perris Records.

## Tracce
1. High Gear
2. Suicide Shake Down (traccia inedita)
3. Missing You
4. Give Me Your Hand
5. Laughing at You
6. Too Late (versione demo originale)
7. Long Way Home
8. Let It Slide
9. We Want Control
10. Crank It Up
11. No Limit (versione originale)
12. Slow Grind
13. Ultimate Crime
14. Stolen People

## Formazione
- Mickey Finn - voce
- Fernie Rod - chitarra
- Billy Rowe - chitarra
- Sam Yaffa - basso
- Bill Fraenza - basso
- Ron Tostenson - batteria
- Rick Davis - batteria